# Stefan Wittwer
Pour les articles homonymes, voir Wittwer.
Stefan Wittwer, né le 26 mars 1971, est un coureur suisse du combiné nordique.

## Biographie
Il commence sa carrière internationale lors de la saison 1991-1992 en Coupe du monde B.
Son principal résultat est obtenu aux Championnats du monde 1995, où il est médaillé de bronze par équipes avec Armin Krügel, Markus Wüst et Jean-Yves Cuendet. Il obtient son seul podium individuel dans la Coupe du monde B en 1996 à Oberhof.

## Palmarès

### Championnats du monde
| Épreuve / Édition | Thunder Bay 1995 |
| Par équipes       | Bronze           |

### Coupe du monde
- Meilleur classement général : 48e en 1995.